# Mariconda
Mariconda è un quartiere della periferia est di Salerno, facente parte della Zona Orientale.  È un quartiere principalmente di edilizia popolare. Con circa 15 000 abitanti è una dei quartieri più popolosi della circoscrizione d'oriente e dell'intera città.

## Geografia
Mariconda confina a nord con il quartiere Sant'Eustachio, a ovest con Mercatello e il quartiere Europa, a sud-est con Parco Arbostella, a est con il quartiere San Leonardo.

## Storia
Il quartiere nacque nella seconda metà degli Anni '50 come quartiere residenziale per le famiglie salernitane che avevano perso le loro case dopo l'Alluvione di Salerno del 25 ottobre 1954. 
Nell'Agosto del 1979 il quartiere fu oggetto di attenzione mediatica per la morte di Stefania Muraro, una bambina del posto di 6 anni, violentata ed ammazzata da Giuseppe Sgangarella, condannato successivamente all'ergastolo.
Negli Anni '90 il quartiere visse un periodo nella quale la microcriminalità e lo spaccio di droga erano all'ordine del giorno: solo l'operato prima del Sindaco Vincenzo Giordano, proseguito poi dal suo successore Vincenzo De Luca, futuro governatore della Regione Campania, portarono allo smantellamento della microdelinquenza nel quartiere.

## Monumenti e luoghi d'interesse
- Villa Comunale Ciro Bracciante. All'interno della villa è presente una fontana in ricordo di Stefania Muraro.

### Architetture religiose
- Parrocchia Maria Santissima del Rosario di Pompei.

## Trasporti

### Ferrovia
Il quartiere è raggiungibile dalla vicina stazione di Mercatello.

### Autobus
Le linee di autobus che raggiungono il quartiere sono : 6-11-12 della Busitalia Campania.